# Jo Jo White
Joseph "Jo Jo" Henry White (16 de novembro de 1946 - 16 de janeiro de 2018) foi um jogador de basquete profissional.
Ele jogou basquete universitário na Universidade do Kansas e representou a Seleção Estadunidense de Basquetebol Masculino nas Jogos Olímpicos de Verão de 1968.
Como profissional, ele é mais conhecido por seu período de dez anos no Boston Celtics, onde liderou a equipe rumo a dois títulos da NBA e estabeleceu o recorde da franquias de 488 jogos consecutivos. White foi introduzido no Basketball Hall of Fame em 2015.

## Início da vida
White nasceu em St. Louis, Missouri, filho de um pastor batista, George L. White Sr. e sua esposa, Elizabeth Rebecca Guynn. Como o mais novo de sete filhos, ele tinha três irmãs mais velhas; Shirley, Adlean e Irene, e três irmãos mais velhos, George, Dewitt e Ronald.
Ele começou a jogar basquete aos seis anos e era torcedor do St. Louis Hawks.

## Universidade
Devido à sua idade, White foi elegível para jogar basquete universitário um semestre mais cedo que o normal na Universidade do Kansas e o capitão da equipe, Riney Lochmann, liderou uma votação para determinar que White seria bem recebido pelos jogadores.
White entrou na equipe no meio da temporada, teve sucesso imediato e jogou no Torneio da NCAA. Eles jogaram de forma dominante, mas encontraram Texas Western, hoje conhecido como Universidade do Texas em El Paso, na final regional do Meio-Oeste. Durante a primeira prorrogação, White fez uma cesta no estouro do cronometro porém foi anulado pelo árbitro. A equipe perdeu na segunda prorrogação e Texas Western acabou vencendo o título. O jogo contra Texas Western foi retratado no filme Estrada para a Glória de 2006, onde conta a história da equipe de 1966 de Texas Western.
White tornou-se o líder da equipe e foi eleito para a Segunda-Equipe da NCAA em 1968 e 1969. Ele foi selecionado para a equipe Big Eight nos três anos seguintes (1967-1969). Devido a sua matrícula antecipada, White tinha apenas mais um semestre de elegibilidade e o treinador Ted Owens optou por ter White nos 18 jogos no primeiro semestre, em vez dos oito no segundo. Ele se formou em educação física.

### Olimpíadas
Depois da faculdade, White jogou na Seleção Estadunidense de Basquetebol Masculino nos Jogos Olímpicos de Verão de 1968 na Cidade do México.
Não se esperava que a equipe ganhasse a medalha de ouro devido a muitos futuros jogadores do Hall of Fame, recusando-se a participar (por exemplo, Lew Alcindor e Elvin Hayes) ou não sendo escolhidos (por exemplo, Pete Maravich, Calvin Murphy, Dan Issel).
A equipe masculina dos EUA, liderada por White e Haywood, inesperadamente ficou invicta (9–0), derrotando a Iugoslávia por 65–50 no jogo do título.
Esta vitória foi a última em uma série de sete medalhas de ouro consecutivas para a equipe masculina dos Estados Unidos.

## Carreira profissional

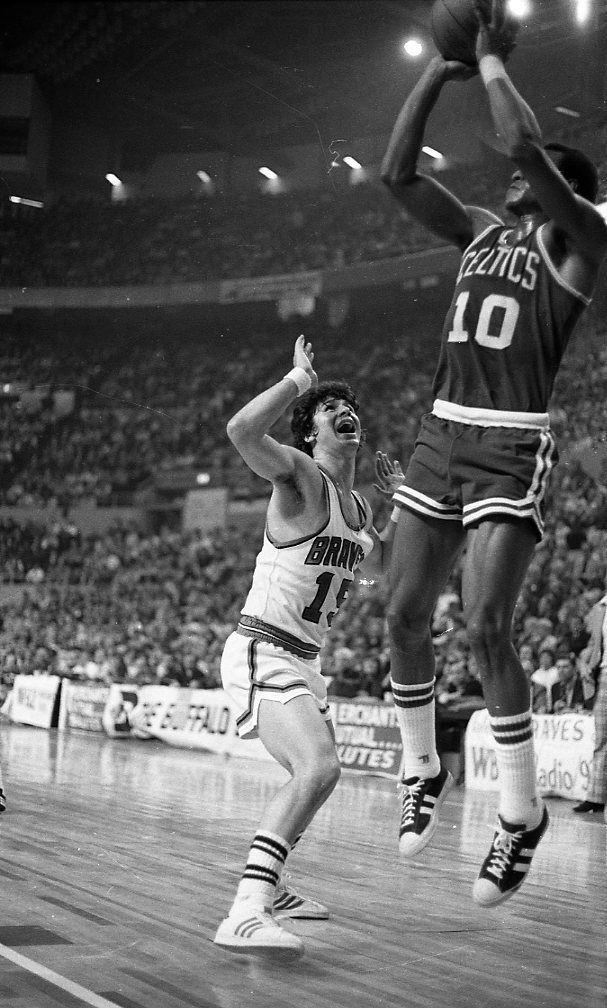
Branco sendo marcado por Ernie DiGregorio.

Depois das Olimpíadas, White foi selecionado na primeira rodada (9ª escolha geral) pelo Boston Celtics no Draft da NBA de 1969, que na época havia acabado de ganhar seu 11º título em 13 anos. Houve alguma relutância durante a época do recrutamento, pois White tinha um compromisso militar obrigatório de dois anos. O gerente geral de Boston, Red Auerbach, conseguiu encurtar o compromisso de White e permitir que ele participasse da temporada de 1969-70.
No entanto, antes mesmo de White começar seus treinos, o jogador-treinador dos Celtics, Bill Russell, anunciou sua aposentadoria e cortou seus laços com a organização. Sam Jones, também terminou sua carreira, exigindo que White o substituísse. Com a súbita saída de Russell e Jones, White suportou uma temporada de reconstrução durante a qual a franquia passou pela primeira temporada com mais derrotas do que vitórias (34-48) desde 1950, um ano antes da contratação de Red Auerbach. White foi eleito para a Equipe de Novatos da NBA durante a temporada de 1970.
Os Celtics voltaram aos trilhos ao selecionar Dave Cowens no draft, trocar por Paul Silas e contratar John Havlicek e o técnico Tommy Heinsohn. Com White liderando o ataque, a equipe retornou às vitórias em 1971. Ele foi um All-Star por sete anos seguidos, de 1971 a 1977, terminando entre os dez primeiros na liga em assistências de 1973 a 1977.
Em 1974, White e os Celtics chegaram às finais da NBA. Eles enfrentaram o Milwaukee Bucks, que estavam retornando depois de terem sido campeões da NBA de 1971 e tinham em seu elenco os futuros membros do Hall da Fama, Kareem Abdul-Jabbar e Oscar Robertson. White liderou um pequeno e rápido elenco ao primeiro título dos Celtics na era Pós-Russell. Na temporada seguinte, White liderou os Celtics a 1º colocação na Atlantic Division, com um recorde de 60-22, mas perdeu a final da Conferência Leste.
Em 1976, White fazia parte de um esquadrão dominante dos Celtics, que contou com 5 veteranos com uma pontuação média de dois dígitos. Durante os playoffs, White liderou a equipe para o título da NBA e foi um jogador em destaque no que é muitas vezes referido como "o maior jogo já jogado" na história da NBA. Na vitória em três prorrogações contra o Phoenix Suns no Jogo 5 dessas finais, White foi o cestinha do jogo com 33 pontos além de ter 9 assistências, levando os Celtics a uma vitória por 128-126. Registrando 60 minutos de tempo de jogo, apenas Garfield Heard (61) jogou mais minutos. White foi eleito o MVP das finais da NBA de 1976.
White passou a se tornar um dos primeiros "homens de ferro" do basquete profissional, jogando em todos os 82 jogos por cinco temporadas consecutivas durante a década de 1970 e estabelecendo um recorde da franquia de 488 jogos consecutivos. White sofreu uma lesão durante a temporada de 1977-78. Com o fim da sequência, White e o velho Celtics se tornaram um esquadrão menos efetivo e foram eliminados nas semifinais dos playoff em 1977 e depois tiveram duas temporadas com mais derrotas do que vitórias.
Incapaz de manter sua forma de estrela após a contusão, White foi negociado pelos Celtics para o Golden State Warriors em meados da temporada de 1978-79.
White se aposentou como jogador depois de jogar a temporada de 1980-81 com o Kansas City Kings. Ele retornou a Universidade do Kansas como assistente técnico em 1982. Em 1987, aos 41 anos, White tentou um retorno profissional como jogador-treinador adjunto no Topeka Sizzlers da Continental Basketball Association.

## Legado

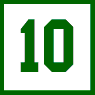
O Boston Celtics aposentou a camisa 10 de White,

Em 9 de abril de 1982, seu número 10 foi aposentado. Na época, ele estava no top 100 da NBA em assistências, porcentagem de lances livres, minutos por jogo e classificação defensiva. Ele foi selecionado para o Segundo-Time da NBA nas temporadas de 1974-75 e 1976-77. White era diretor de projetos especiais e relações comunitárias com os Celtics na época de sua morte.
Em 1991, White foi recebido no Hall da Fama de Missouri. Ele também foi introduzido no Hall da Fama de Kansas. Sua camisa foi aposentada pelo Kansas Jayhawks em 2003. Ele foi introduzido no Hall da Fama do Corpo de Fuzileiros Navais em 2009. Ele também se juntou à classe de 2013 do Hall da Fama dos Esportes de St. Louis.
White foi introduzido no Basketball Hall of Fame em setembro de 2015. Ele foi introduzido ao lado de seu ex-treinador, Tom Heinsohn, e foi formalmente introduzido pelos colegas John Havlicek e Dave Cowens.

## Vida pessoal

### Família
White se casou duas vezes, com Deborah White e com Estelle Bowser. Em 1985, White mudou-se para Rochester, NY, onde ele possuía e administrava alguns restaurantes do McDonald's até o início dos anos 90.
Em 2009, White e sua esposa abriram um restaurante, JoJo's West, em Maynard, Massachusetts, que declarou falência e fechou em 2010 com acusações criminais e litígios contra o sócio do restaurante Chris Barnes.

### Na mídia
White apareceu em dois filmes em pequenos papéis: Inside Moves, de 1980, e Treinando o Papai, de 2007, no qual seu filho, o ator Brian J. White, também estrelou.
Em 2010, White passou por um procedimento para remover um tumor na parte de trás do cérebro. Para ajudar na sua recuperação, o seu advogado extraiu memórias de White e escreveu uma biografia subsequente, Make it Count, que foi lançada em 2012.
Em setembro de 2012, White fundou a Fundação Jo Jo White para apoiar a pesquisa sobre o câncer cerebral.

### Morte
White morreu em Boston em 16 de janeiro de 2018 devido a complicações de sua demência, especificamente pneumonia, que foi causada quando um tumor cerebral benigno foi removido. O Boston Celtics o homenageou com uma faixa preta costurada em suas camisas pelo restante da temporada de 2017-18.

## Estatísticas
| † | Campeão da temporada da NBA |

### Temporada regular
| Ano      | Equipe       | PJ  | MPJ  | AP   | 3P   | LL   | RT  | AS  | BR  | TO  | PPJ  |
| -------- | ------------ | --- | ---- | ---- | ---- | ---- | --- | --- | --- | --- | ---- |
| 1969–70  | Boston       | 60  | 22.1 | .452 | –    | .822 | 2.8 | 2.4 | –   | –   | 12.2 |
| 1970–71  | Boston       | 75  | 37.2 | .464 | –    | .799 | 5.0 | 4.8 | –   | –   | 21.3 |
| 1971–72  | Boston       | 79  | 41.3 | .431 | –    | .831 | 5.6 | 5.3 | –   | –   | 23.1 |
| 1972–73  | Boston       | 82  | 39.6 | .431 | –    | .781 | 5.0 | 6.1 | –   | –   | 19.7 |
| 1973–74† | Boston       | 82  | 39.5 | .449 | –    | .837 | 4.3 | 5.5 | 1.3 | 0.3 | 18.1 |
| 1974–75  | Boston       | 82  | 39.3 | .457 | –    | .834 | 3.8 | 5.6 | 1.6 | 0.2 | 18.3 |
| 1975–76† | Boston       | 82  | 39.7 | .449 | –    | .838 | 3.8 | 5.4 | 1.3 | 0.2 | 18.9 |
| 1976–77  | Boston       | 82  | 40.6 | .429 | –    | .869 | 4.7 | 6.0 | 1.4 | 0.3 | 19.6 |
| 1977–78  | Boston       | 46  | 35.7 | .419 | –    | .858 | 3.9 | 4.5 | 1.1 | 0.2 | 14.8 |
| 1978–79  | Boston       | 47  | 31.0 | .428 | –    | .888 | 2.7 | 4.6 | 1.1 | 0.1 | 12.5 |
| 1978–79  | Golden State | 29  | 30.4 | .475 | –    | .870 | 2.5 | 4.6 | 0.9 | 0.1 | 12.3 |
| 1979–80  | Golden State | 78  | 26.3 | .476 | .167 | .851 | 2.3 | 3.1 | 1.1 | 0.2 | 9.9  |
| 1980–81  | Kansas City  | 13  | 18.2 | .439 | –    | .611 | 1.6 | 2.8 | 0.8 | 0.1 | 6.4  |
| Carreira | Carreira     | 837 | 35.8 | .444 | .167 | .834 | 4.0 | 4.9 | 1.3 | 0.2 | 17.2 |
| All-Star | All-Star     | 7   | 17.7 | .483 | –    | .545 | 3.9 | 3.0 | 0.6 | 0.1 | 9.1  |

### Playoffs
| Ano      | Equipe   | PJ | MPJ  | AP   | 3P | LL   | RT  | AS  | BR  | TO  | PPJ  |
| -------- | -------- | -- | ---- | ---- | -- | ---- | --- | --- | --- | --- | ---- |
| 1972     | Boston   | 11 | 39.3 | .495 | –  | .833 | 5.4 | 5.3 | –   | –   | 23.5 |
| 1973     | Boston   | 13 | 44.8 | .450 | –  | .907 | 4.2 | 6.4 | –   | –   | 24.5 |
| 1974†    | Boston   | 18 | 42.5 | .426 | –  | .739 | 4.2 | 5.4 | 0.8 | 0.1 | 16.6 |
| 1975     | Boston   | 11 | 42.0 | .441 | –  | .818 | 4.5 | 5.7 | 1.0 | 0.4 | 20.6 |
| 1976†    | Boston   | 18 | 43.9 | .445 | –  | .821 | 3.9 | 5.4 | 1.3 | 0.1 | 22.7 |
| 1977     | Boston   | 9  | 43.9 | .453 | –  | .848 | 4.3 | 5.8 | 1.6 | 0.0 | 23.3 |
| Carreira | Carreira | 80 | 42.9 | .449 | –  | .828 | 4.4 | 5.7 | 1.1 | 0.1 | 21.5 |

Fonte:

## Títulos e Homenagens
- 2× Campeão da NBA (1974, 1976)
- MVP das Finais da NBA (1976)
- 7× All-Star NBA (1971–1977)
- 2× Segunda-Equipe da NBA (1975, 1977)
- Equipe de Novatos da NBA (1970)
- 2× Segunda-Equipe All-American (1968, 1969)
- No. 10 aposentado pelo Boston Celtics
- No. 15 aposentado pela Universidade de Kansas